# Sisikon
Sisikon är en ort och kommun vid Vierwaldstättersjön i kantonen Uri, Schweiz. Kommunen har 401 invånare (2023).